# Antodynerus gribodoi
Antodynerus gribodoi är en stekelart som först beskrevs av Schulthess 1922.  Antodynerus gribodoi ingår i släktet Antodynerus och familjen Eumenidae. Inga underarter finns listade i Catalogue of Life.